# Thomas Asanger
Thomas Asanger (* 8. November 1988 in Linz) ist ein österreichischer Komponist und Dirigent.

## Leben und Wirken
Thomas Asanger, Sohn von Franz Asanger und dessen Frau Monika, lebt in Perg und maturierte 2007 am dortigen Bundesoberstufenrealgymnasium.
Er erhielt seine musikalische Ausbildung zunächst in den Fächern Fagott, Klavier, Solfeggio und Musiktheorie. Von 2005 bis 2008 setzte er diese in Komposition bei Helmut Schmidinger fort. Nach der Matura leistete er Präsenzdienst bei der Militärmusik Oberösterreich. Asanger studierte Deutsche Philologie an der Universität Wien sowie Musikpädagogik (Mag. art.) mit Hauptfach Chorleitung bei Alois Glaßner an der Universität für Musik und darstellende Kunst Wien. Von 2013 bis 2017 studierte er ebendort Gesangspädagogik.
In der Spielsaison 2011/12 assistierte Asanger am Theater an der Wien die Produktion Les contes d’Hoffmann von Jacques Offenbach in der Reihe „Jugend an der Wien“. 2012/13 war er als Musikalischer Assistent von Raphael Schluesselberg in Béatrice et Bénédict von Hector Berlioz tätig. Als Arrangeur zeichnet er unter anderem für die Arrangements der Vienna Brass Connection verantwortlich. Von 2014 bis 2018 war er Wissenschaftlicher Mitarbeiter am Institut für Analyse, Theorie und Geschichte der Musik an der Universität für Musik und darstellende Kunst Wien. Seit 2015 unterrichtet er Ensembleleitung Blasorchester im OÖ Landesmusikschulwerk und seit 2019 am Institut für Musikpädagogik der Kunstuniversität Graz.
Neben seiner Tätigkeit als Komponist und Arrangeur fungiert er als Referent bei Fortbildungen sowie als Juror bei diversen Orchesterwettbewerben, unter anderem beim Summa cum laude – International Youth Festival in Vienna im Wiener Musikverein. Seit 2019 ist Asanger Landeskapellmeister-Stellvertreter des OÖ Blasmusikverbandes.

## Auszeichnungen (Auswahl)
- 2020: 1. Preis beim Kompositionswettbewerb der Österreichischen Blasmusikjugend (ÖBJ)[6]
- 2012: 3. Preis beim Kompositionswettbewerb des Österreichischen Blasmusikverbandes (ÖBV)
- 2010: Sonderpreis beim Kompositionswettbewerb des Österreichischen Blasmusikverbandes (ÖBV)
- 2010: Kompositionsstipendium des Landes Oberösterreich
- 2009: Arbeitsstipendium „Composer in Residence“ der Wirtschaftskammer Oberösterreich
- 2007: Talentförderungsstipendium des Bundesministeriums für Unterricht, Kunst und Kultur

## Werke (Auswahl)
Seine Werke für Symphonisches Blasorchester lassen sich überwiegend der Programmmusik zuordnen. 2008 wurden seine ersten Kompositionen bei OrchestralArt Music Publications veröffentlicht. 2009 wurde er vom niederländischen Tierolff-Verlag, seit 2012 beim Musikverlag Rundel (Rot an der Rot) unter Vertrag genommen. Seither werden sie weltweit aufgeführt und von renommierten Orchestern aus aller Welt auf CD eingespielt, darunter das Musikkorps der Bundeswehr, das belgische Hageland Wind Orchestra, The Washington Winds, das Orchester der belgischen Luftwaffe und das Heeresmusikkorps Mitte des Japanischen Heeres.

### Symphonische Musik
| - Movements (2016) - Sankt Cäcilia (2015) - CMYK (2015) - Stimmen der Vielfalt (2016) - Utopia (2012) - Blue Hole (2012) - Jubilate Musica (2012) - Medieval Dances (2012) - Concertino for Posaune & Blasorchester (2012) - Vogler Fanfare (2012) | - Caresse (2011) - Nach dieser Sintflut für Sopran & Blasorchester (2011) - Freedom Of The Seas (2011) - Klek Mountain (2010) - Grand Canyon (2010) - Danuvius (2010) - Festivity (2009) - Kaleidoskop (2008) - La Festa (2008) - Visionen (2008) |

### Kammermusik
| - 80 Sekunden zum Geburtstag (für Balduin Sulzer) für Blechbläser (2012) - Farbenspiel für Blechbläserquintett (2012) - Farbtupfer für Holzbläserquintett (2011) - Duett für Oboe solo (2012) - Morphologie für 3 Euphonien (2010) | - Diskussionen für Klarinettenquartett & Blechbläserquintett (2010) - Rondo Capriccioso für Sopran-Saxophon & Orgelpositiv (2010) - Aus der Not eine Tugend für Schlagwerker solo (2008) - Rudiments für Klavier vierhändig (2006) - In aller Kürze – Aphorismen für Oboe, Klarinette, Violoncello & Klavier (2006) |

## Diskografie
- 2016 Condor’s Eye (Tierolff Muziekcentrale, Roosendaal) – The Royal Band of the Belgian Air Force, Dirigent: Matty Cilissen, TMPCD-130634
- 2015 Wendepunkte (Rundel, Rot an der Rot) – Musikkorps der Bundeswehr, Dirigent: Christoph Scheibling, MVSR099-2
- 2015 Canals of Amsterdam (Tierolff Muziekcentrale, Roosendaal) – The Royal Band of the Belgian Air Force, Dirigent: Matty Cilissen, TMPCD-130633
- 2014 Crazy Tongues (Tierolff Muziekcentrale, Roosendaal) – Militärmusik Oberösterreich, Dirigent: Harald Haselmayr, TMPCD-130631
- 2013 Impressions of Petra (Tierolff Muziekcentrale, Roosendaal) – Militärmusik Oberösterreich, Dirigent: Harald Haselmayr, TMPCD-130629
- 2012 Take One (Preiser Records, Wien) – Vienna Brass Connection, Dirigent: Johannes Kafka, PR 91217
- 2012 Two Marimba Reflections (Tierolff Muziekcentrale, Roosendaal) – Hageland Wind Orchestra, Dirigent: Evan Feldman, LMCD-12402
- 2012 Blue Hole (Rundel Musikverlag, Rot an der Rot) – The Washington Winds, Dirigent: Edward Petersen, LC-10621
- 2012 The Mystery Of Antarctica (Tierolff Muziekcentrale, Roosendaal) – BJO Gmunden, Dirigent: Christian Radner, FS-Prod 20403
- 2011 Tales Of A Castle (Tierolff Muziekcentrale, Roosendaal) – Hageland Wind Orchestra, Dirigent: Benoît Chantry, LMCD-12388
- 2011 Pflichtstücke 2011/12 des ÖBV (Österreichischer Blasmusikverband) – Militärmusik Oberösterreich, Dirigent: Harald Haselmayr
- 2010 Symphonic Wind Composers Project (Österreichischer Komponistenbund) – Symphonisches Jugendblasorchester Wien, Dirigent: Herbert Klinger
- 2010 Grand Canyon (Tierolff Muziekcentrale, Roosendaal) – Hageland Wind Orchestra, Dirigent: Peter Snellinckx, LMCD-12370